# ヨロズ
株式会社ヨロズ（Yorozu Corporation ）は、神奈川県横浜市に本社がある自動車サスペンション部品の大手メーカー。主要取引先は、日産自動車、ゼネラルモーターズ、本田技研工業、マツダ、スズキ、いすゞ自動車、トヨタ自動車、ダイハツ工業、三菱自動車工業、フォルクスワーゲンなどである。

## 概要
- サスペンションメンバー（サブフレーム）やサスペンションリンクなどのサスペンション部品、車体部品を得意とする。
- サスペンション部品は、日産自動車、本田技研工業、マツダ、スズキ、いすゞ自動車、トヨタ自動車、ダイハツ工業、三菱自動車工業など日本の全完成車メーカーおよびゼネラルモーターズ、フォード、フォルクスワーゲンなど海外完成車メーカー向けに出荷している。サスペンション部品およびモジュールサプライヤーとして国内トップシェアを誇る。
- 生産拠点は国内6ケ所、海外12ケ所。 業務提携・出資先を含めるとイギリス、インド、韓国など9か国に系列25社の設計・生産拠点を展開するグローバル企業である。
- 売上比率は地域別で海外（北米、アジア）が6割を超えており、得意先別では日産系（日産自動車、UDトラックス（旧・日産ディーゼル）、ルノーなど）向けが5割を占める。
- 企業ビジョンは「サスペンションシステムを通じて新たな価値を生み出し、“ヨロズブランドを世界に”」

## 創業の背景
1940年4月、富士電機製造株式会社（現・富士電機）で「つくり屋」として有能な技術者であった志藤六郎は自身の技術とアイデアを実現できる場を求め、わずか24歳にして横浜市鶴見区に合資会社「志藤製作所」を設立。主要な生産品目は海軍用エンジン部品、陸軍用電探（レーダー）など軍需品であった。
1942年5月、国家総動員法に基づく企業整備令（中小民間企業の整理統合政策）が公布され、吸収合併の危機に直面する。当時、従業員は40名近くになり、小規模とはいえ業績も順調に伸びていた中で、志藤は吸収合併されるならと、自ら吸収合併先を物色、同じ鶴見区内にある萬（よろず）製作所（社長・萬武夫、従業員約80名）を買収することとし、手続き上、萬製作所の商号をとった。
1943年6月、志藤製作所は「株式会社萬製作所」（従業員約110名）として新発足するが、くしくも当時日本の戦局は敗戦濃厚となっていく。1945年2月、萬製作所は軍の命令によって新潟県南蒲原郡見附の織物工場跡に工場疎開を余儀なくされ、また志藤に召集令状が届き、工場経営を維持することが不可能となったが、残った従業員で細々と生産活動を続けた。
1945年8月、終戦を迎え、志藤は見附に戻り参謀らと再建策について協議、平和産業として自動車関連が最も有望と判断し、京浜地区復帰を考え、情報収集を行っていく。1947年4月、志藤は単身上京し、京浜地区での工場用地取得に取り掛かり、横浜市鶴見区に借地ではあったが、地の利を得て再建の足掛かりとし､1947年12月、見附に残っていた従業員に鶴見工場建設の指令を出し、復帰を夢見ていた従業員たちは勇躍上京し、工場建設に取り掛かった。

## 沿革
- 1948年 - 横浜市鶴見区に「萬自動車工業株式会社」を設立。
- 1949年 - 日産重工業（現・日産自動車）とシャシ関係部品、各種エキゾーストチューブの納入契約締結。
- 1951年 - 民生デイゼル工業（現・UDトラックス）、新日国工業（現・日産車体）と取引開始。
- 1953年 - 日本ラヂヱーター（のちのカルソニックカンセイ、現・マレリ）と取引開始。
- 1959年 - 横浜市港北区に新工場を建設。
- 1960年 - 本社を現在地に移転。
- 1968年 - 栃木県小山市に小山工場を建設、操業開始。
- 1970年 - 庄内プレス工業（現・庄内ヨロズ）の設立に際し出資。
- 1973年 - 庄内プレス工業への出資比率を75%とし、同社を子会社化。
- 1974年 - 久保田鉄工（現・クボタ）と取引開始。
- 1976年 - 株式会社ヨロズサービス設立（現・連結子会社）。
- 1977年 - 大分県中津市に中津工場を新設、操業開始。
- 1981年 - 東洋工業（現・マツダ）と取引開始。
- 1984年 - 富士重工業（現・SUBARU）と取引開始。
- 1986年
  - 米国テネシー州に合弁会社カルソニック ヨロズ コーポレーション（CYC）を設立。
  - いすゞ自動車と取引開始。
- 1988年 - 広島市に広島事務所を開設。
- 1989年 - 英国タレント・エンジニアリングリミテッド（現・ThyssenKrupp Automotive Tallent Chassis Ltd）と技術援助契約を締結。
- 1990年
  - 商号を「株式会社ヨロズ」に変更。
  - ゼネラルモーターズと取引開始。
- 1991年 - 株式を店頭公開。
- 1992年
  - 山形県東田川郡に株式会社ヨロズ エンジニアリング（YE）設立。
  - フォードと取引開始。
- 1993年 - メキシコ・アグアスカリエンテス州にヨロズ メヒカーナ社（YMEX）設立。
- 1994年 - 東京証券取引所2部に上場。
- 1995年
  - 東京証券取引所1部に指定替え。
  - 韓国・東光精機（現・DKAustech）と技術援助契約を締結。
- 1996年
  - 本社新社屋開発センター竣工。
  - タイ・ラヨーン県にヨロズ タイランド社（YTC）を設立。
- 1997年 - 米国デトロイトにヨロズアメリカ社（YA）を設立。
- 1999年 - 本田技研工業と取引開始。
- 2000年
  - 米国ミシガン州に、ヨロズ オートモーティブ ノースアメリカ社（YANA）を設立。
  - 米国タワーオートモティブ社と包括的戦略的提携契約を締結。
- 2001年
  - 米国ミシシッピ州に、ヨロズ オートモーティブ ミシシッピ社（YAM）を設立。
  - トヨタ自動車と取引開始。
- 2002年
  - CYCの社名をヨロズ オートモーティブ テネシー社（YAT）に変更。
  - タイ・ラヨーン県に、ヨロズ エンジニアリングシステムズ タイランド社（YEST）を設立。
  - 三菱自動車工業、ルノーと取引開始。
- 2003年
  - 中津工場を生産委託会社化し、株式会社ヨロズ大分（現・連結子会社）を設立。
  - 中国広州市に广州萬宝井汽車部件有限公司（G-YBM）を設立。
- 2004年
  - 米国タワーオートモティブ社との資本関係を解消。
  - 小山工場を生産委託子会社化、株式会社ヨロズ栃木を設立（現・連結子会社）。
  - ダイハツ工業、スズキ、日野自動車と取引開始。
  - ヨロズグローバルヘッドオフィス（YGHO）発足。
- 2005年
  - 名古屋市港区に株式会社ヨロズ愛知を設立。
  - 当社が所有するYAT株式全額をヨロズアメリカ社に譲受、同社を子会社化。
- 2009年 - 米国リセッションにおける生産体制の見直しにより、YAMを閉鎖、YANAを休止し、YATに集約。
- 2010年
  - 中国武漢市に 武漢萬宝井汽車部件有限公司（W-YBM）を設立。
  - インド・タミル・ナードゥ州 チェンナイ市に、ヨロズJBM オートモーティブ タミルナドゥ社（YJAT）設立。
- 2011年 - インドネシアにヨロズオートモーティブ インドネシア社（YAI）設立。
- 2012年
  - フォルクスワーゲンと取引開始。
  - タイ・ラヨーン県にヨロズ オグラオートモーティブ社（Y-OAT）を設立。
  - メキシコ・グアナフアト州に、ヨロズオートモーティブ グアナファト デ メヒコ社（YAGM）設立。
  - ブラジル・リオデジャネイロ州にヨロズオートモーティバ ド ブラジル社（YAB）を設立。
- 2013年 - ブラジル・リオデジャネイロ州にヨロズ オートモーティバ ド ブラジル社（YAB）を設立。
- 2014年 - 栃木県小山市にヨロズグローバルテクニカルセンターが竣工。
- 2015年
  - 米国アラバマ州に、ヨロズ オートモーティブ アラバマ社（YAA）を設立。
  - フランス・パリ郊外に営業拠点として欧州事務所を開設。

## 事業所

### 本社
横浜市港北区樽町三丁目7番60号

### テクニカルセンター
- ヨロズグローバルテクニカルセンター - 栃木県小山市

## グループ会社

### 日本
- 株式会社ヨロズ栃木
- 株式会社ヨロズ大分
- 株式会社ヨロズ愛知
- 株式会社庄内ヨロズ
- 株式会社ヨロズエンジニアリング
- 株式会社ヨロズサービス

### 米州
- アメリカ
  - ヨロズ アメリカ
  - ヨロズ オートモーティブ テネシー社
  - ヨロズ オートモーティブ ノースアメリカ社
  - ヨロズ オートモーティブ アラバマ社
- メキシコ
  - ヨロズ メヒカーナ社
  - ヨロズオートモーティブ グアナファト デ メヒコ社
- ブラジル
  - ヨロズ オートモーティバ ド ブラジル社

### アジア
- タイ
  - ヨロズ タイランド社
  - ヨロズ エンジニアリング システムズ タイランド社
  - ヨロズ オグラオートモーティブ社
- 中国
  - 广州萬宝井汽車部件有限公司
  - 武漢萬宝井汽車部件有限公司
- インド
  - ヨロズJBM オートモーティブ タミルナドゥ社
- インドネシア
  - ヨロズオートモーティブ インドネシア社

## 製品
- フロントサブフレーム、リアサブフレーム
- フロントサスペンションメンバー、フロントサスペンションモジュール
- リアビーム、リアサスペンションメンバー、リアサスペンションモジュール
- フロントサスペンション用ロアアーム・リンク類 、リアサスペンション用トレーリングアーム・リンク類
- ペダル - クラッチペダルユニット、ブレーキペダルユニット
- エンジンマウント、オイルパン、アクチュエーターブラケット、スプラッシュガード
- 車体部品
- 生産設備 他